# Eerste divisie (1982/1983)
Eerste divisie (1982/1983) – drugi szczebel rozgrywek piłkarskich w sezonie 1982/1983 w Holandii, będący zapleczem najwyższej klasy rozgrywkowej, czyli Eredivisie.

## Tabela ligowa na koniec sezonu
| Pozycja | Zespół         | Mecze                                                                                           | Zwycięstwa                                                                                      | Remisy                                                                                          | Porażki                                                                                         | G+                                                                                              | G-                                                                                              | Punkty                                                                                          | Bilans bramkowy                                                                                 | Rezultat                                                                                        |
| ------- | -------------- | ----------------------------------------------------------------------------------------------- | ----------------------------------------------------------------------------------------------- | ----------------------------------------------------------------------------------------------- | ----------------------------------------------------------------------------------------------- | ----------------------------------------------------------------------------------------------- | ----------------------------------------------------------------------------------------------- | ----------------------------------------------------------------------------------------------- | ----------------------------------------------------------------------------------------------- | ----------------------------------------------------------------------------------------------- |
| 1       | DS '79         | 30                                                                                              | 16                                                                                              | 10                                                                                              | 4                                                                                               | 59                                                                                              | 37                                                                                              | 42                                                                                              | +22                                                                                             | Bezpośredni awans do Eredivisie.                                                                |
| 2       | FC Volendam    | 30                                                                                              | 17                                                                                              | 6                                                                                               | 7                                                                                               | 73                                                                                              | 41                                                                                              | 40                                                                                              | +32                                                                                             | Bezpośredni awans do Eredivisie.                                                                |
| 3       | FC Den Bosch   | 30                                                                                              | 15                                                                                              | 8                                                                                               | 7                                                                                               | 51                                                                                              | 28                                                                                              | 38                                                                                              | +23                                                                                             | Baraże o awans.                                                                                 |
| 4       | MVV Maastricht | 30                                                                                              | 13                                                                                              | 10                                                                                              | 7                                                                                               | 52                                                                                              | 31                                                                                              | 33                                                                                              | +21                                                                                             | Baraże o awans.                                                                                 |
| 5       | SC Cambuur     | 30                                                                                              | 15                                                                                              | 6                                                                                               | 9                                                                                               | 48                                                                                              | 35                                                                                              | 36                                                                                              | +13                                                                                             | Baraże o awans.                                                                                 |
| 6       | FC Den Haag    | 30                                                                                              | 11                                                                                              | 10                                                                                              | 9                                                                                               | 60                                                                                              | 44                                                                                              | 32                                                                                              | +16                                                                                             |                                                                                                 |
| 7       | VVV-Venlo      | 30                                                                                              | 14                                                                                              | 3                                                                                               | 13                                                                                              | 54                                                                                              | 56                                                                                              | 31                                                                                              | -2                                                                                              | Baraże o awans.                                                                                 |
| 8       | sc Heerenveen  | 30                                                                                              | 9                                                                                               | 12                                                                                              | 9                                                                                               | 46                                                                                              | 50                                                                                              | 30                                                                                              | -4                                                                                              |                                                                                                 |
| 9       | SVV            | 30                                                                                              | 10                                                                                              | 10                                                                                              | 10                                                                                              | 42                                                                                              | 55                                                                                              | 30                                                                                              | -13                                                                                             |                                                                                                 |
| 10      | SBV Vitesse    | 30                                                                                              | 12                                                                                              | 5                                                                                               | 13                                                                                              | 44                                                                                              | 41                                                                                              | 29                                                                                              | +3                                                                                              |                                                                                                 |
| 11      | FC Eindhoven   | 30                                                                                              | 10                                                                                              | 8                                                                                               | 12                                                                                              | 41                                                                                              | 54                                                                                              | 28                                                                                              | -13                                                                                             |                                                                                                 |
| 12      | SC Veendam     | 30                                                                                              | 7                                                                                               | 12                                                                                              | 11                                                                                              | 44                                                                                              | 50                                                                                              | 26                                                                                              | -6                                                                                              |                                                                                                 |
| 13      | FC Wageningen  | 30                                                                                              | 9                                                                                               | 5                                                                                               | 16                                                                                              | 43                                                                                              | 62                                                                                              | 23                                                                                              | -19                                                                                             |                                                                                                 |
| 14      | De Graafschap  | 30                                                                                              | 8                                                                                               | 5                                                                                               | 17                                                                                              | 37                                                                                              | 56                                                                                              | 21                                                                                              | -19                                                                                             |                                                                                                 |
| 15      | Telstar        | 30                                                                                              | 7                                                                                               | 6                                                                                               | 17                                                                                              | 37                                                                                              | 56                                                                                              | 20                                                                                              | -19                                                                                             |                                                                                                 |
| 16      | SC Heracles    | 30                                                                                              | 8                                                                                               | 2                                                                                               | 20                                                                                              | 41                                                                                              | 76                                                                                              | 18                                                                                              | -35                                                                                             |                                                                                                 |
| WD      | SC Amersfoort  | Klub po 15 kolejkach wycofał się z rozgrywek. Jego wyniki anulowano a zespół został rozwiązany. | Klub po 15 kolejkach wycofał się z rozgrywek. Jego wyniki anulowano a zespół został rozwiązany. | Klub po 15 kolejkach wycofał się z rozgrywek. Jego wyniki anulowano a zespół został rozwiązany. | Klub po 15 kolejkach wycofał się z rozgrywek. Jego wyniki anulowano a zespół został rozwiązany. | Klub po 15 kolejkach wycofał się z rozgrywek. Jego wyniki anulowano a zespół został rozwiązany. | Klub po 15 kolejkach wycofał się z rozgrywek. Jego wyniki anulowano a zespół został rozwiązany. | Klub po 15 kolejkach wycofał się z rozgrywek. Jego wyniki anulowano a zespół został rozwiązany. | Klub po 15 kolejkach wycofał się z rozgrywek. Jego wyniki anulowano a zespół został rozwiązany. | Klub po 15 kolejkach wycofał się z rozgrywek. Jego wyniki anulowano a zespół został rozwiązany. |